# Empolainament

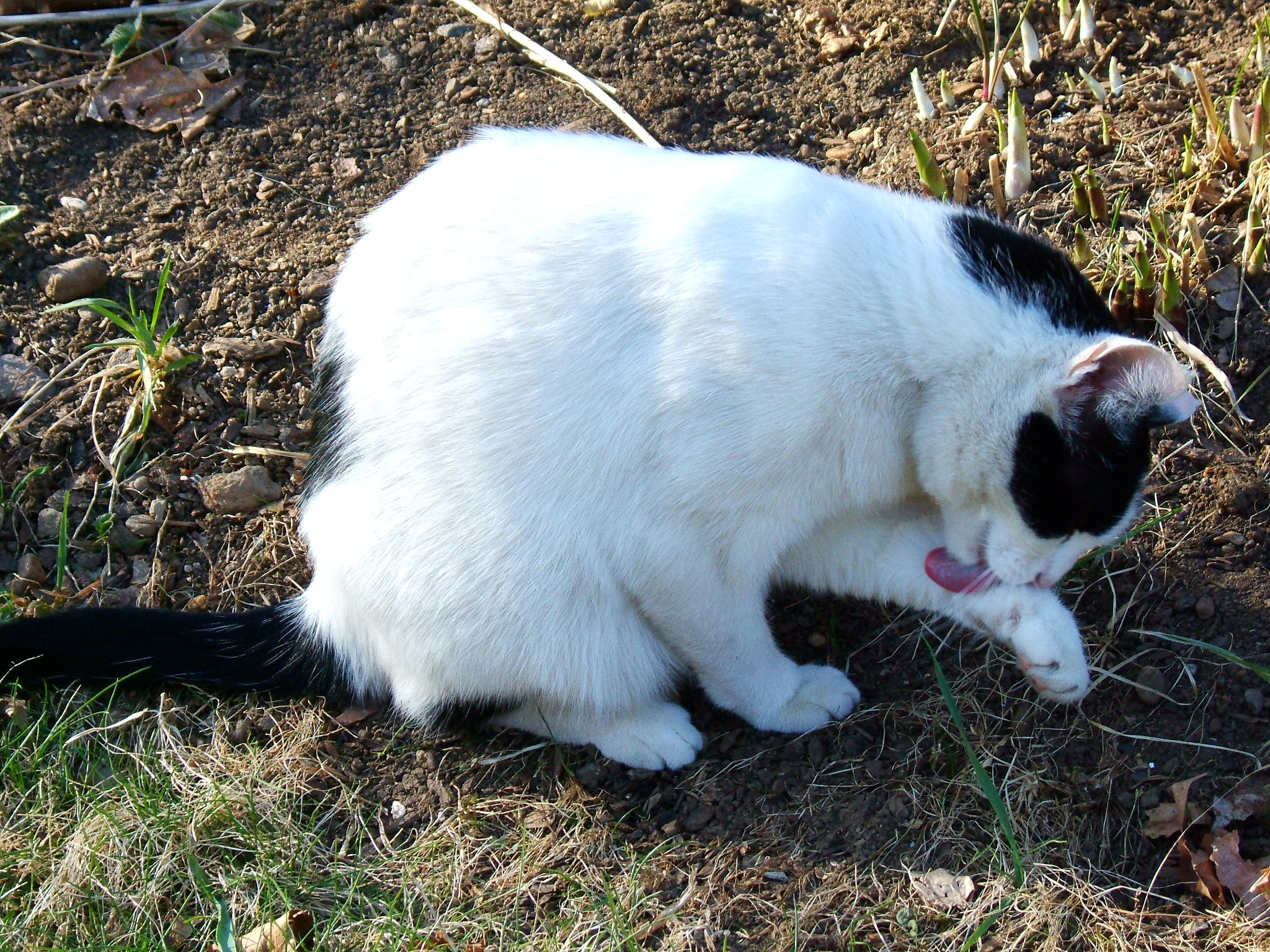
Els gats se solen netejar amb la llengua.

L'empolainament o toaleta, en els animals, inclou les activitats de neteja i desparasitat o qualsevol altra activitat per mitjà de la qual l'animal té cura de les parts exteriors del seu cos. En la majoria dels animals és un comportament instintiu, tot i que en els animals superiors també és parcialment après.

## Utilitat

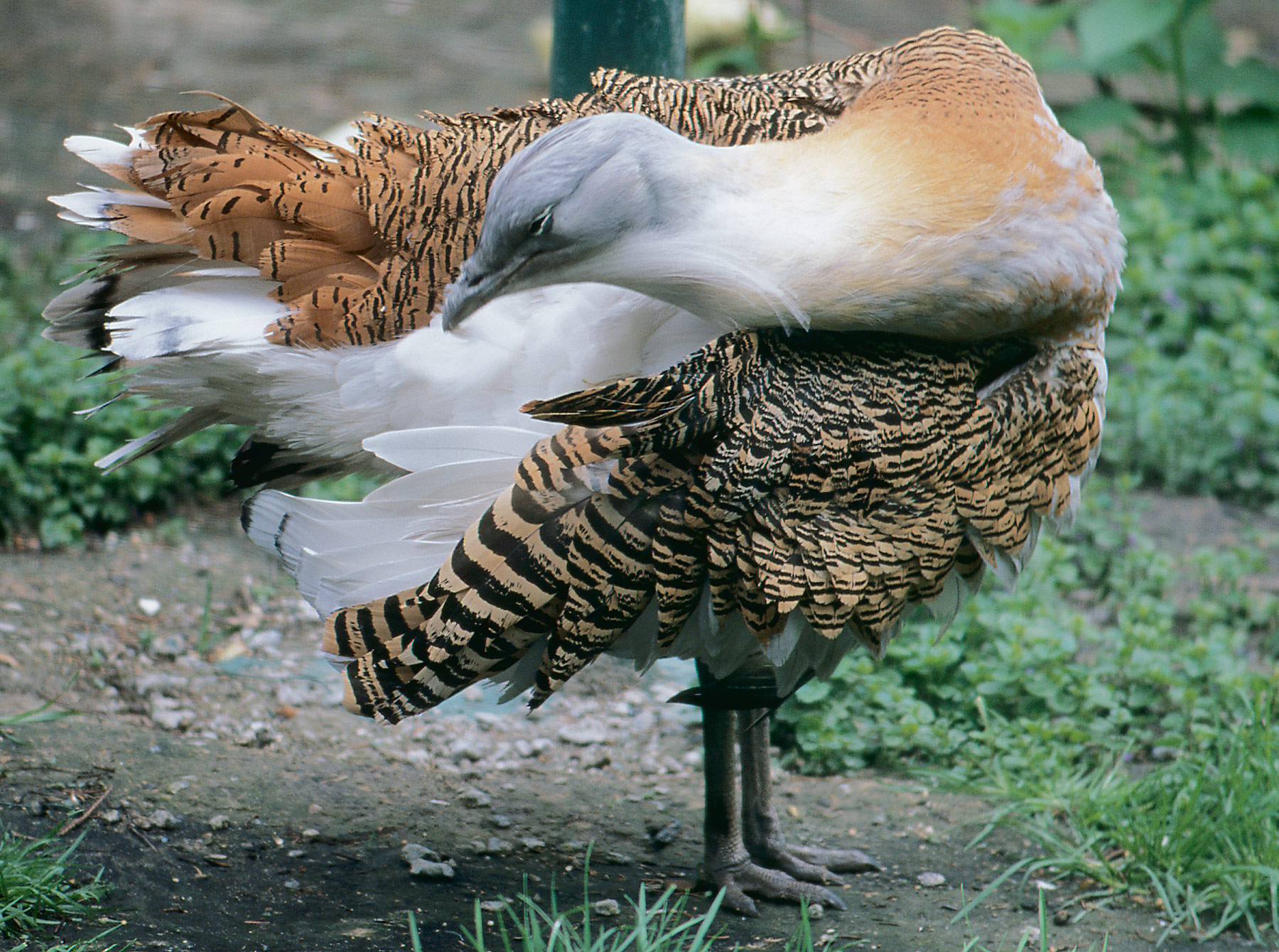
Pioc salvatge arreglant-se el plomatge al Zoo de Kíiv

L'empolainament compleix diverses funcions:
- la principal és mantenir la higiene per evitar les infeccions i eliminar els ectoparàsits;
- conservar en bones condicions la coberta externa a fi que compleixi la seva funció d'aïllament tèrmic o impermeabilització;

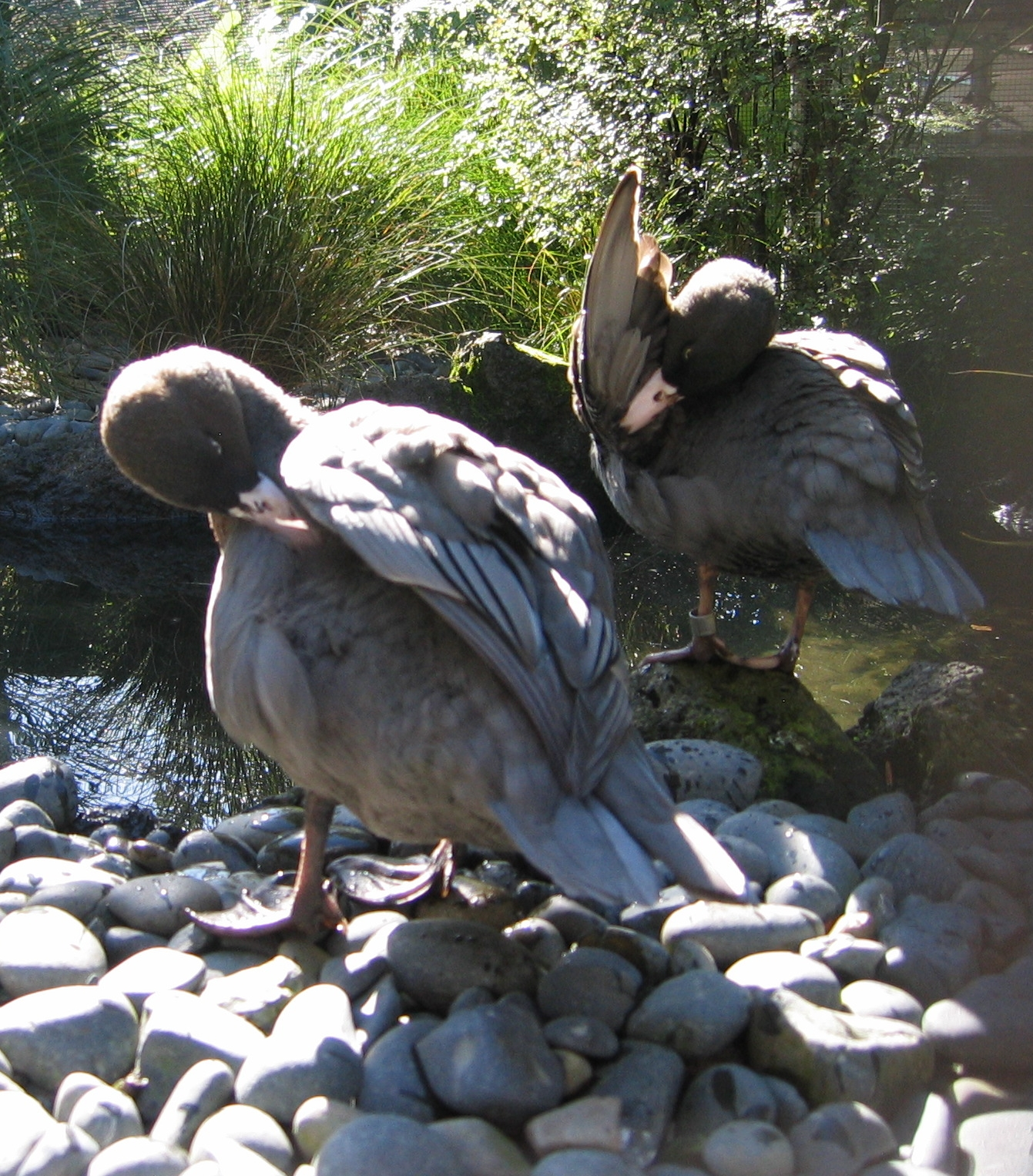
Els ànecs es passen molt de temps arreglant-se el plomatge i l'impregnen amb el greix que segrega la glàndula uropigial per impermeabilitzar-lo.

- eliminar olors que puguin atraure depredadors o fer fugir les preses;
- de vegades, la seva funció és impregnar el cos de feromones que puguin ser olorades pels congèneres;
- en el cas dels ocells, mantenir en bones condicions el plomatge per al vol;
- mantenir un aspecte acceptable per a un possible company sexual a l'època de festeig;
- en algunes espècies socials, l'empolainament té funcions d'interrelació entre els individus del grup.

## Mètodes
La immensa majoria dels insectes adults es netegen regularment el cos, particularment les antenes, fregant-se amb les potes. Aquesta activitat pot servir per evitar malalties. Una altra funció de l'empolainament en els insectes és l'observada en les abelles. Recullen pol·len a les pilositats del cos i després el traslladen a llocs especials (cistells de pol·len) per mitjà de l'empolainament.
La toaleta és una de les activitats a les quals dediquen més temps els ocells. Es netegen les potes i el bec fregant-los i s'allisen i reorganitzen les plomes. Moltes espècies es banyen regularment en aigua. D'altres prenen banys de sorra i algunes s'impregnen amb altres substàncies. Es coneixen més de 250 espècies d'ocells que provoquen les formigues a fi que els ruixin les plomes amb àcid fòrmic, una pràctica denominada «bany de formigues». Els ocells aquàtics, a més, s'impregnen el plomatge amb substàncies ceroses de la glàndula uropigial per mantenir-lo impermeable.
Els mamífers es banyen en aigua amb menys freqüència que els ocells, però, en canvi, molts es banyen en fang. Així, els paràsits hi queden atrapats quan s'asseca i els mamífers se'n poden desprendre. També prenen banys de sorra. Solen fregar-se i rascar-se contra roques i arbres sovint per desprendre el pèl, la pell morta i els paràsits. És freqüent entre els mamífers llepar-se la pell per netejar-la.

## Empolainament social

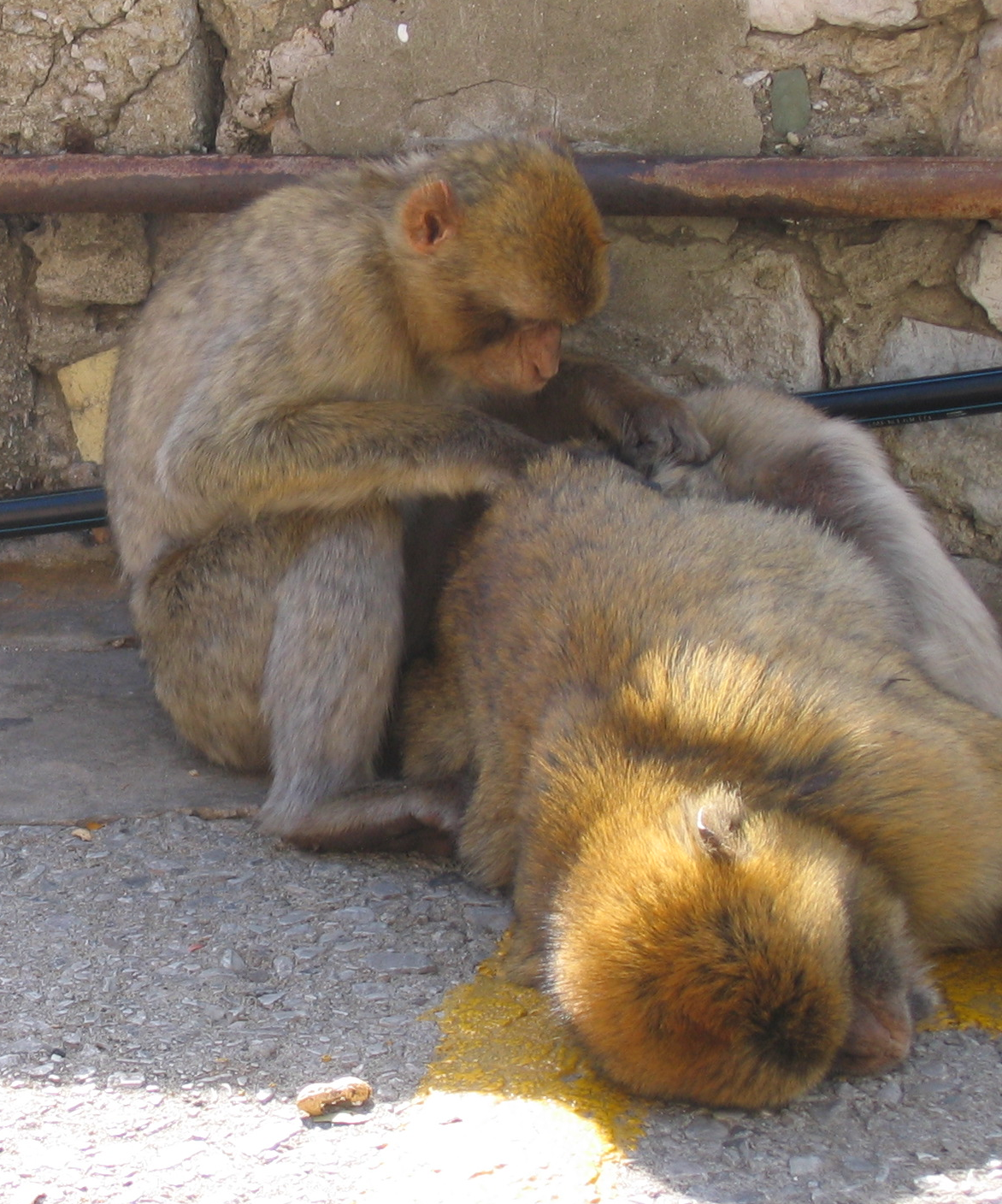
El desparasitat social és un comportament típic dels primats.

En els animals socials, l'instint d'empolainament individual es desvia i els individus s'empolainen els uns als altres. Aquesta activitat serveix per forjar relacions i augmentar la confiança entre individus, potenciar l'estructura social i reforça els vincles familiars i de parella. També és utilitzat com a mitjà de reconciliació que serveix per resoldre conflictes en algunes espècies. En alguns animals, com els primats, és una de les principals activitats socials.
És comú a tots els mamífers l'empolainament mare-fill. Després del part, les mares immediatament llepen les restes de sang i líquids amniòtics del cos de les cries, cosa que reforça els llaços entre ambdós i redueix les possibilitats que la cria sigui trobada pels depredadors en eliminar aquestes olors. En moltes espècies, l'empolainament de la mare al fill dura tot el període de lactància.

## Empolainament interespecífic
Existeixen alguns animals que es dediquen a empolainar animals que no són de la seva pròpia espècie per alimentar-se dels paràsits i les descamacions de la pell dels altres animals. Als oceans, aquesta funció la realitzen les gambes i peixos netejadors, que netegen peixos més grossos que, per la forma del seu cos, tenen dificultats per desparasitar-se per si sols. A la superfície terrestre, els búfags i altres ocells petits desparasiten els ungulats i altres animals, entre els quals es troben fins i tot depredadors com els cocodrils.